# Terqa

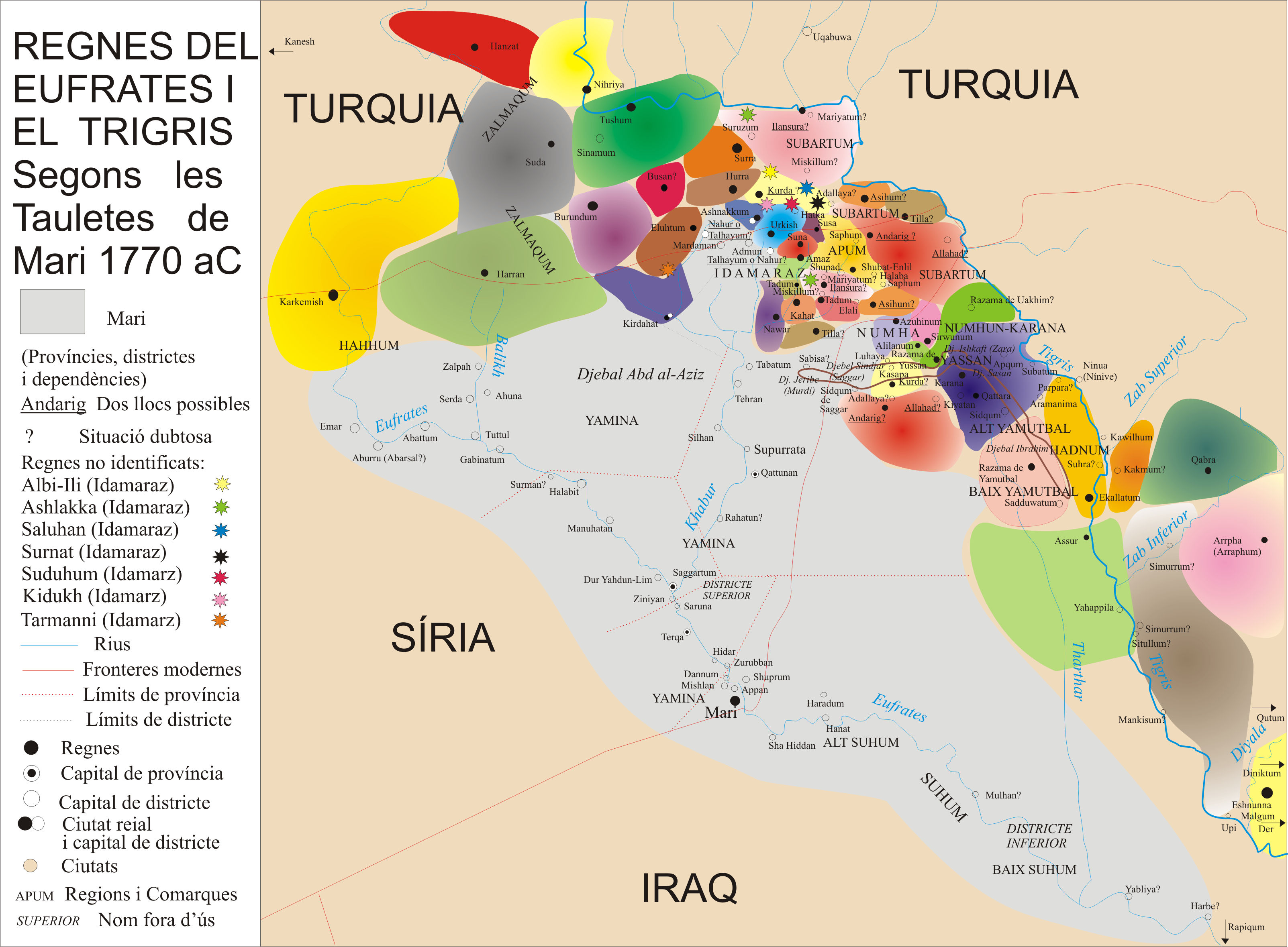
Terqa vers el 1770 aC

Terqa va ser una ciutat estat situada a uns 60 km al nord-oest de Mari, a l'Eufrates central, al lloc de la moderna Tell Ashara a Síria a 80 km de la frontera amb Iraq. Els seus habitants apareixen esmentat com terquites. Era la capital del regne de Khana o Hana.

## Història
L'arqueologia postula que ja existia cap a l'any 3000 aC, però molt poc se'n sap fins al següent mil·lenni. L'hegemonia hauria passat a Mari des d'Adab, en una data discutida però que podria ser potser a la meitat del segle xxiv aC. No és clar que tota la dinastia exercís l'hegemonia i potser només la va tenir el rei Carrum-Iter (Sharrum-Iter vers 2373-2364 aC) després del qual l'hegemonia va passar a Kix. Cap a l'any 2334 aC hauria passat a Sargon I d'Accad. En els anys següents, per diverses causes, la població va declinar fins a esdevenir un poble menor; els shakkanakkus (governadors militars) de Mari hi haurien imposat el seu domini; el darrer, Ibit-Lim, apareix també per una altra font (els arxius d'Ebla) i hauria controlat Terqa, Tuttul i Ebla a més de Mari. Vers el 1900 aC la dinastia dels shakkananus es va acabar per causes desconegudes però amb seguretat hauria patit els efectes del retrocés general que hi va haver entre el 2200 aC i 1900 aC constatat en molts llocs. La ciutat de Mari va ser abandonada i una tribu amorrita, els bensimalites, estava establerta a Terqa feia un o dos segles, i dirigits per Yagid-Lim es van poder apoderar de la ciutat de Mari i la van repoblar.
Cap al 1830 aC el regne de Mari i Terqa tenia ja un cert poder i havia estès el seu territori. Llavors regnava Yaggid-Lim (Iaggidlim) i després Yakhdun-Lim i Sumu-Yaman. El regne hurrita d'Urkish va esdevenir el seu vassall. Potser Ila-kabkabu d'Ekallatum hi hauria imposat el seu domini en algun moment, però va ser el seu fill Xamxi-Adad I d'Ekallatum el que la va conquerir i la va governar després, cap al 1790 aC, i al cap d'uns anys la va cedir al seu fill Yashmakhadad (que va governar cap al 1782 aC-1775 aC) com a vassall, però a la mort de Xamxi-Adad el 1775 aC va caure en mans de Zimrilim de Mari, fill de Yakhdun-Lim. Llavors Terqa es va convertir en la capital d'una de les quatre gran províncies del regne; la deïtat principal era Dagan. El regne de Mari era de similar importància a Babilònia. Una sèrie de tauletes del segle xviii aC i posteriors, principalment de tipus jurídic (contractes de compres de terres i cases) han permès conèixer als reis locals amb algunes llacunes i dubtes.
A la caiguda de Mari davant els babilonis (potser el 1761 aC o el 1759 aC), Terqa va quedar com una llunyana dependència menor de l'imperi babiloni. Quan els cassites van envair la baixa Mesopotàmia van ser expulsats pel rei Iluma-Ilum de la dinastia del País de la Mar, i sota direcció de Gandaix els cassites es van dirigir cap a la vall de l'Eufrates establint un regne a la zona (conegut com a regne de Khana o Hana) amb capital a Terqa que incloïa també Mari, però sense la importància que abans havia tingut. A la mort de Kaixtiliaix I o Kaštiliaš I, rei de Terqa i de Mari, cap al 1670 aC, s'esmenten reis separats de Terqa i de Mari, però no és clar si Terqa era un vassall de la branca de Mari, o a l'inrevés o eren els dos regnes independents un de l'altra. Sunuhru-Ammu apareix vers el 1670 aC i a mitjan segle Ammi-Madar. És llavors quan s'assenyalen soldats professionals de Terqa servint al regne de Iamkhad (Alep) per compte del rei Irkabtum. Després d'aquest regnat no se sap que va passar; se suposa que es va fundar una nova dinastia que va tenir quatre reis: Iddinkaka, el seu fill Isar-Lim, Iggid-Lim (fill d'Isar-Lim) i Isih-Dagan, el fill d'Iggid-Lim. Sota un d'ells els hitites van creuar per Terqa quan baixaven per l'Eufrates per saquejar Babilònia cap a l'any 1594 aC i van rebre el suport del rei de Khana (amb capital a Mari), que probablement era Tiptakzi; el successor d'aquest, Agum II (un nebot, fill d'Urzigurumaix) va portar els títols de "Rei de Khana i dels cassites, rei d'Alman (l'actual Kholwab al naixement del riu Diyala), rei de Gutium o dels gutis, rei d'Accàdia, i rei de Babilònia". Finalment els cassites van acabar dominant Babilònia sobre l'any 1570 aC.
A la primera meitat del segle xv aC Hammurapi, fill d'Azilia, segurament un usurpador, va ocupar el tron. La independència es va acabar a la meitat del segle quan Parsatatar o Paršatatarr de Mitanni potser el 1460 aC va conquerir el territori. Mitanni es va enfonsar després davant dels hitites que van ser els primers que van dominar l'Eufrates a la segona meitat del segle xiii aC sota Subiluliuma I (1344-1320 aC) i el seu fill Piyasilis I de Karkemish i Ashtata, entre el 1330 aC i el 1300 aC.
Apareix més tard (segle ix aC), durant l'Imperi Neoassiri, amb el nom de Sirqu. A la ciutat es va trobar una estela de basalt de Tukultininurta II amb una inscripció cuneïforme i un parell de tombes.

## Arqueologia

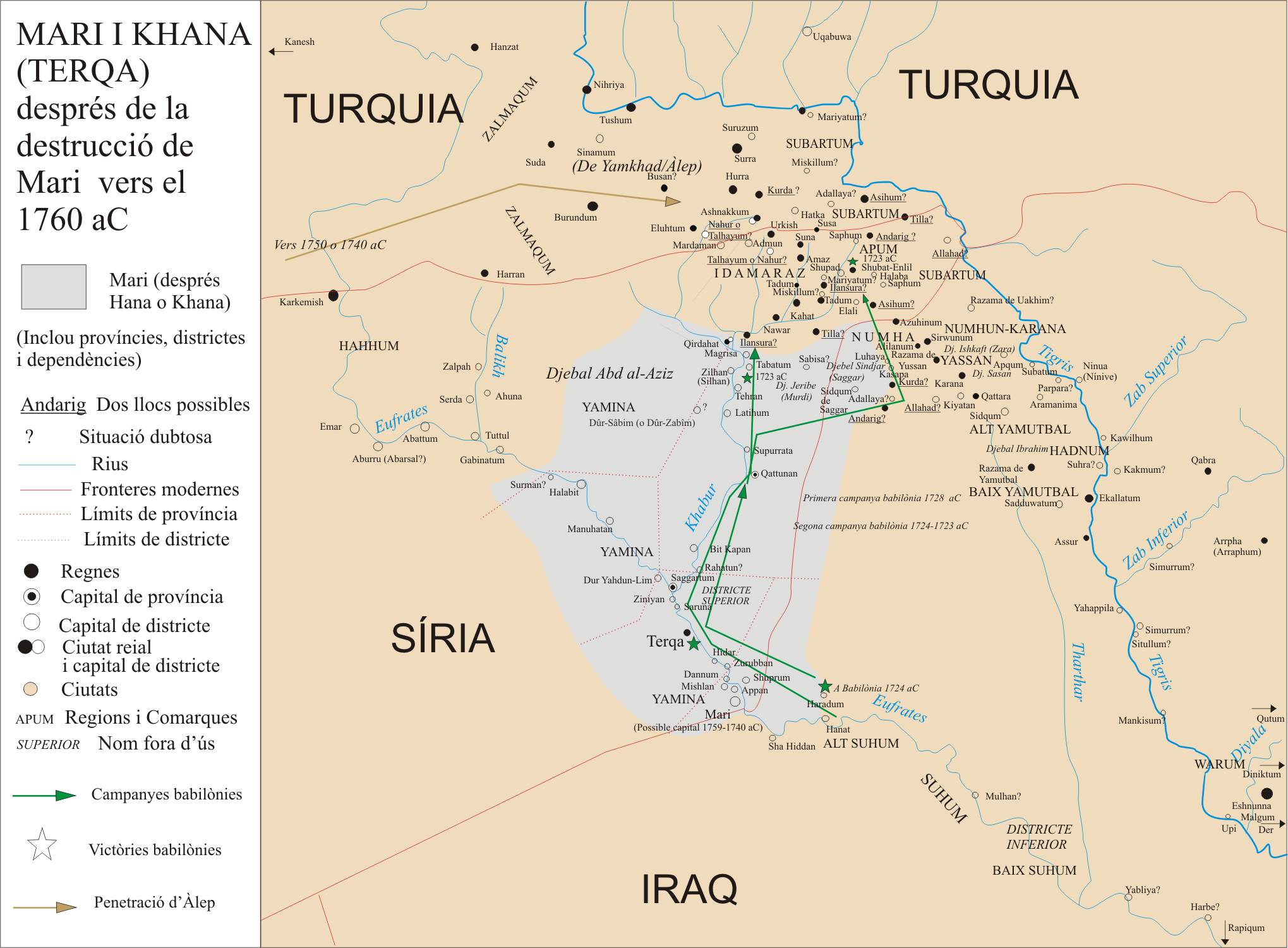
Hana o Khana (Terqa) vers 1760-1750 aC

El jaciment arqueològic té unes vuit hectàrees amb una altura d'uns 18 metres. La ciutat moderna d'Ashara cobreix parcialment el lloc i limita les possibilitats d'excavació. Fou explorada per primer cop per E. Herzfeld el 1910. El 1923, es van fer cinc dies de prospeccions dirigides per François Thureau-Dangin i 
P. Dhorrne. Fou excavada altre cop del 1974 al 1986, en deu campanyes, per un equip de l'International Institute for Mesopotamian Area Studies (format per l'Institute of Archaeology de la Universitat de Califòrnia de Los Angeles; California State University de Los Angeles, Universitat Johns Hopkins, Universitat d'Arizona, i Universitat de Poitiers a França) dirigit per Giorgio Buccellati i Marilyn Kelly-Buccellati. Després de 1987 un equip francès dirigit pel professor O. Rouault va continuar les investigacions.
Entre les coses principals trobades a Terqa hi ha:
- Una muralla formada per tres muralles concèntriques de rajola de més de 6 metres d'altura i 18 metres d'amplada que cobreix una superfície de 24 hectàrees, i està datada vers el 3000 aC. Estava en ús encara vers el 2000 aC.
- Un temple dedicat a Ninkarrak, també del tercer mil·lenni amb alguns escarabats egipcis[6]
- La Casa de Puzurum, on es va trobar un gran i important arxiu de tauletes.

## Llista de reis
- Iaggidlim (Yagid-Lim) vers 1825 aC
- Iakhdunlim (Yakhdun-Lim) vers 1800 aC
- Sumu-Yaman 1793-1791 aC
- Shamsiadad d'Ekallatum vers 1791 aC-1782 aC
- Yashmakhadad vers 1782 aC-1775 aC
- Zimrilim (Zimri-Lim) 1775-1759 aC (fill de Yakhdun-Lim)
- Kibri-Dagan, governador de Terqa vers 1759 aC
- Yapakh-Sumu-? (nom parcialment perdut, posició incerta)
- Isi-Sumu-Abu ? esmentat cers la meitat del segle xviii aC
- Yadikh Abu (Yadih-Abum), vers el 1721 aC (governa almenys 7 anys), enemic de Babilònia
- Conquesta cassita vers 1720 aC
- Gandash (rei a Mari i a Terqa), primer rei cassita vers 1720 aC
- Agum I (rei a Mari i a Terqa) vers el 1700 aC
- Kashtiliashu o Kashtiliash I (Kashtilias I rei de Mari i Terqa) fins vers 1670 aC
- Shunuhru-Ammu vers 1660 aC
- Ammi-Madar vers 1650 aC
- Iddin-Kaka vers 1600 aC
- Isar-Lim
- Iggid-Lim
- Isih-Dagan
- Hammurapi vers 1475 aC
- Parsatatar o Parshatatar de Mitanni vers 1460 aC.